# Fazant
De fazant (Phasianus colchicus) is een vogel uit de familie van de fazantachtigen (Phasianidae). De geslachtsnaam is ontleend aan het Latijnse phasianus, van de stad Phasis, het huidige Poti. De soortaanduiding colchicus is Latijn voor "van Colchis" (tegenwoordig in Georgië), een land bij de Zwarte Zee waar Europeanen voor het eerst fazanten leerden kennen en waarvan deze exoot werd ingevoerd.

## Beschrijving

### Grootte en gewicht
Het mannetje wordt 75–89 cm groot (waarvan de staart 35–45 cm is), vrouwtjes worden 53–62 cm groot (waarvan de staart 20–25 cm is). De spanwijdte is 70–90 cm. Mannetjes bereiken een gewicht van 0,770-1,990 kg, vrouwtjes van 0,545-1,450 kg. Het gewicht van een fazantenei is tussen 27-35 g, de grootte is gemiddeld 6 cm.

### Veren en kleur
Het mannetje is veel opvallender dan het vrouwtje. Volwassen mannetjes hebben een kastanjekleurig verenkleed met goud-bruine, zwarte en lichtblauwe markeringen. De haan heeft ook een lange, goud-bruine staart met zwarte strepen. De onderrug varieert van kastanje-, tot lichtblauw- en paarskleurig en de buik is goud-kastanjekleurig met donkere vlekken. De dekveren zijn donkerkastanjekleurig.
Hoofd en nek zijn donkergroen met iriserend donkerblauw. Een groengrijs glanzend stukje dekt de bovenkant van het hoofd en loopt toe naar een punt in de nek, de hals wordt omringd door een witte band. Op de kop zitten rode lellen en groen getipte 'oren'. De sterke snavel is witachtig, de ogen zijn goudkleurig en de poten zijn donkergrijs. Vrouwtjes hebben een bruin verenkleed dat camouflage biedt.

## Voorkomen
De fazant komt veel voor. Een zeer voorlopige schatting van het aantal fazanten wereldwijd is: 45 miljoen tot 300 miljoen exemplaren, waarvan tussen de 5% en 24% in Europa leeft.
Fazanten zijn in Europa zeer algemeen. Alleen in IJsland komen ze niet voor.
De soort telt 30 ondersoorten:
- P. c. septentrionalis: noordelijke Kaukasus.
- P. c. colchicus: Transkaukasische Socialistische Federatieve Sovjetrepubliek (Georgië, Armenië en Azerbeidzjan).
- P. c. talischensis: zuidoostelijk Transkaukasische Socialistische Federatieve Sovjetrepubliek (Azerbeidzjan en het noordelijke deel van Centraal-Iran).
- P. c. persicus: zuidwestelijk Turkmenistan en noordoostelijk Iran.
- P. c. principalis: zuidoostelijk Turkmenistan en noordwestelijk Afghanistan.
- P. c. chrysomelas: noordelijk Turkmenistan en westelijk Oezbekistan.
- P. c. zarudnyi: oostelijk Turkmenistan.
- P. c. bianchii: zuidoostelijk Oezbekistan, zuidwestelijk Tadzjikistan en noordoostelijk Afghanistan.
- P. c. zerafschanicus: zuidelijk Oezbekistan.
- P. c. turcestanicus: zuidelijk Kazachstan.
- P. c. mongolicus: zuidoostelijk Kazachstan en noordelijk Kirgizië.
- P. c. shawii: westelijk China.
- P. c. tarimensis: van het Tarimbekken tot Lob Nuur.
- P. c. vlangalii: Tsaidambekken.
- P. c. strauchi: noordoostelijk Qinghai.
- P. c. sohokhotensis: oostelijk Gansu.
- P. c. satscheuensis: westelijk Gansu.
- P. c. hagenbecki: westelijk Mongolië.
- P. c. edzinensis: het zuidelijke deel van Centraal-Mongolia.
- P. c. alaschanicus: Ningxia.
- P. c. kiangsuensis: noordoostelijk China.
- P. c. karpowi: van noordoostelijk China tot Korea.
- P. c. pallasi: zuidoostelijk Siberië, noordoostelijk China en noordoostelijk Korea.
- P. c. suehschanensis: noordwestelijk Sichuan en zuidelijk Gansu.
- P. c. elegans: van westelijk Sichuan tot noordwestelijk Yunnan, noordoostelijk Myanmar en oostelijk Tibet.
- P. c. decollatus: centraal China.
- P. c. rothschildi: zuidoostelijk Yunnan en noordwestelijk Vietnam.
- P. c. takatsukasae: zuidwestelijk Guangdong en noordoostelijk Vietnam.
- P. c. torquatus: oostelijk China.
- P. c. formosanus: Taiwan.

## Roep
De fazant communiceert door een metaalachtige serie rauwe kreten. De roep van de fazanthaan is vooral in de maanden april en mei te horen, daarna zijn ze minder luidruchtig.

## Fazant als exoot
De fazant is in West-Europa waarschijnlijk ingevoerd door de Romeinen. Vanaf de koloniale tijd zijn andere soorten fazanten aangevoerd die zich met de bestaande populatie hebben gekruist. De fazant wordt daarom ook wel beschouwd als exoot. De fazant is in gevangenschap zeer eenvoudig te fokken. De haan is polygaam en wordt vaak in volières gehouden samen met een zestal hennen, ook wel woerhennen genoemd. De bruine eieren komen uit na een broedduur van ongeveer 24 dagen. De kuikens kunnen na een week reeds enkele meters ver vliegen.
De fazant wordt over de hele wereld sterk bejaagd en behoort tot de populairste soorten kleinwild ter wereld. Vóór 1993 werden ze in Nederland door jagers uitgezet om voldoende jachtbuit te kunnen garanderen. Sinds 1993 mag dat niet meer, waardoor de populatie geleidelijk vermindert. De fazant vormt een bedreiging voor de inheemse fauna zoals de hazelworm.

## Afbeeldingen

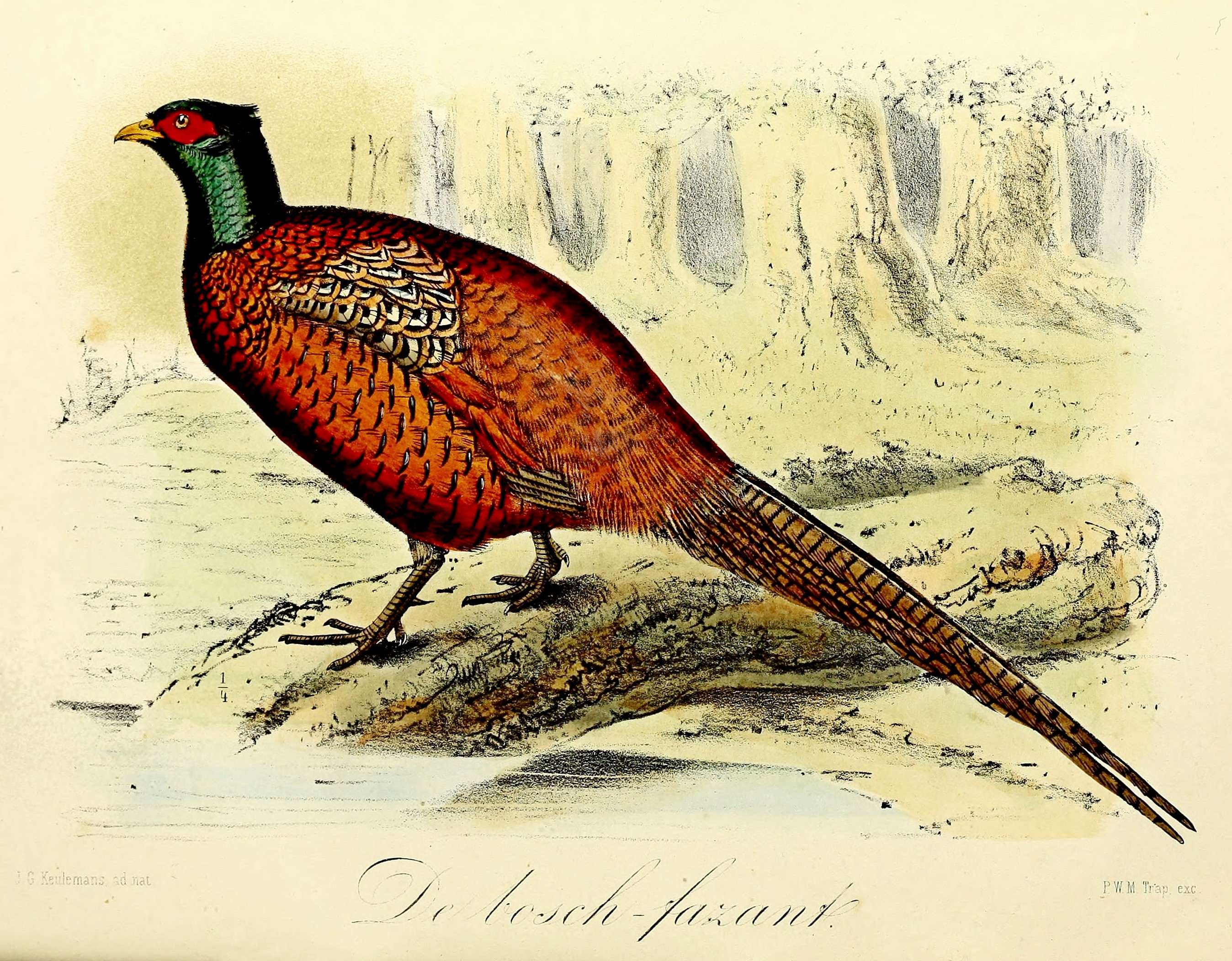
De bosch-fazant (1869), John Gerrard Keulemans
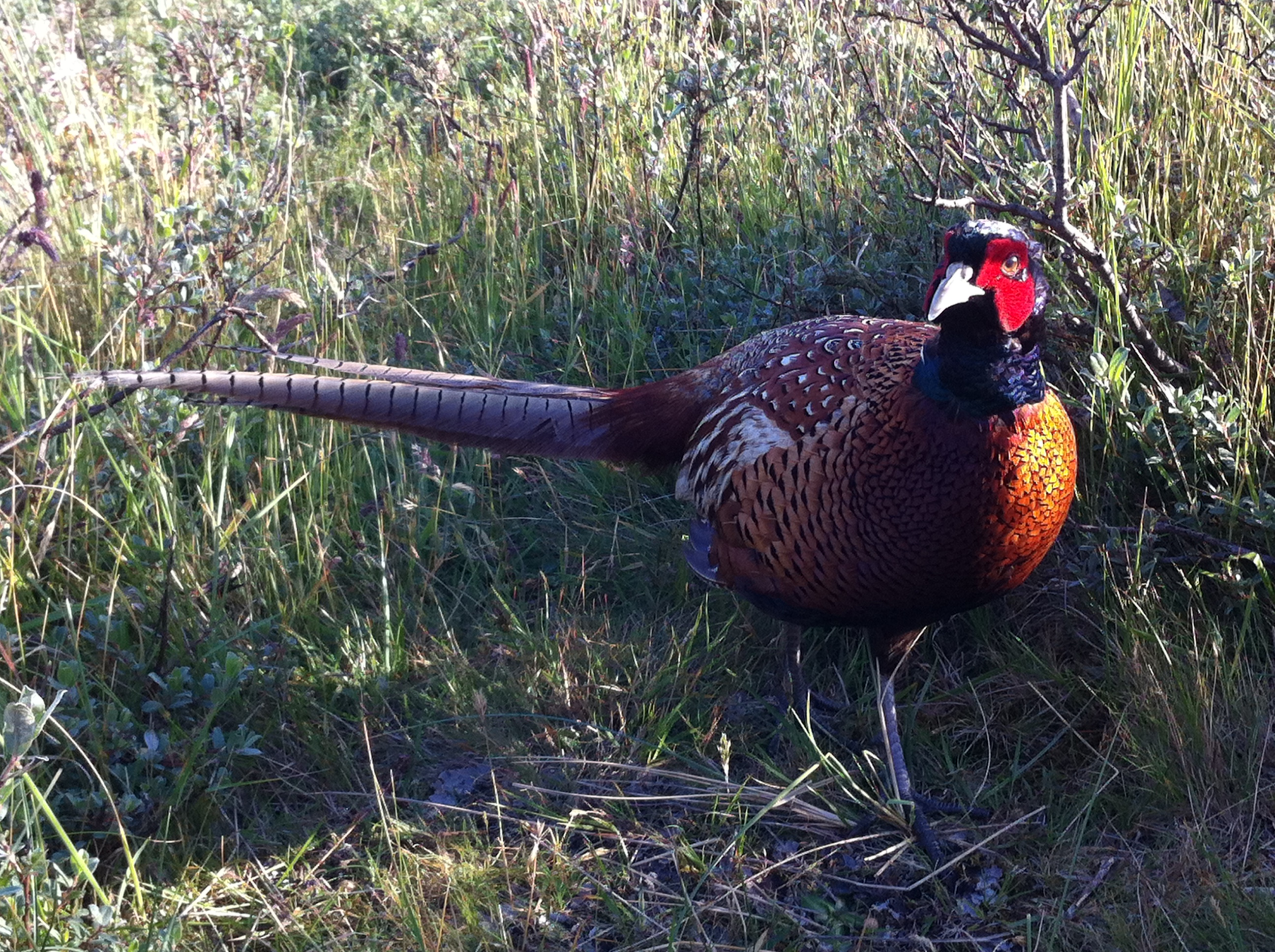
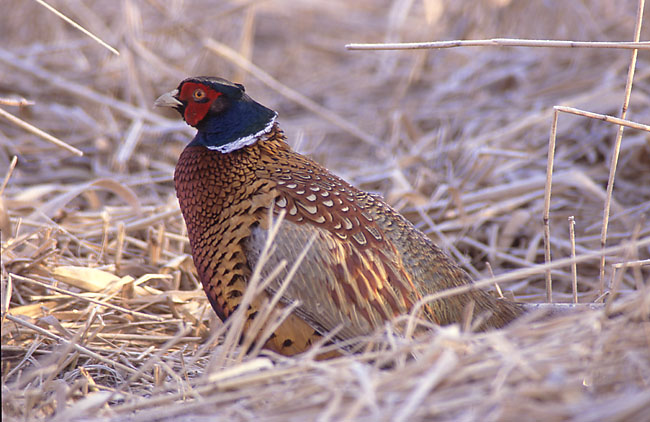
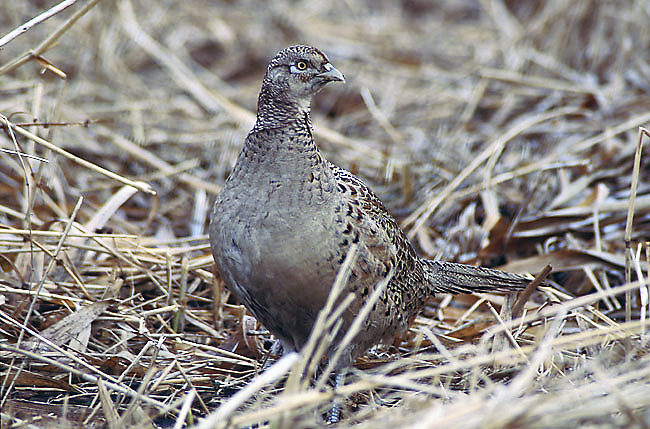
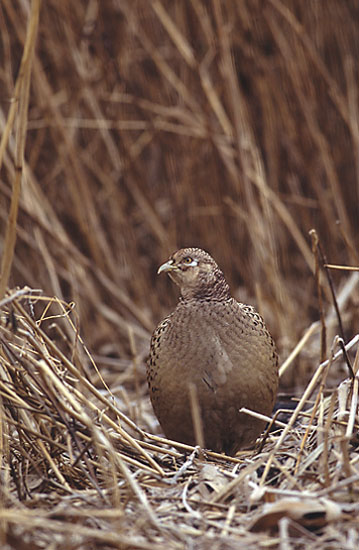
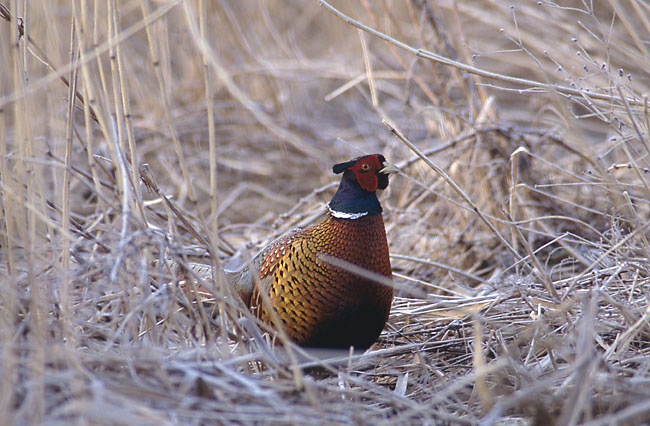
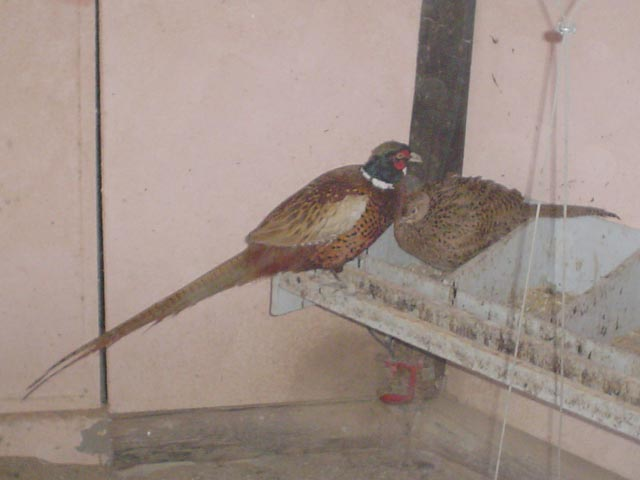
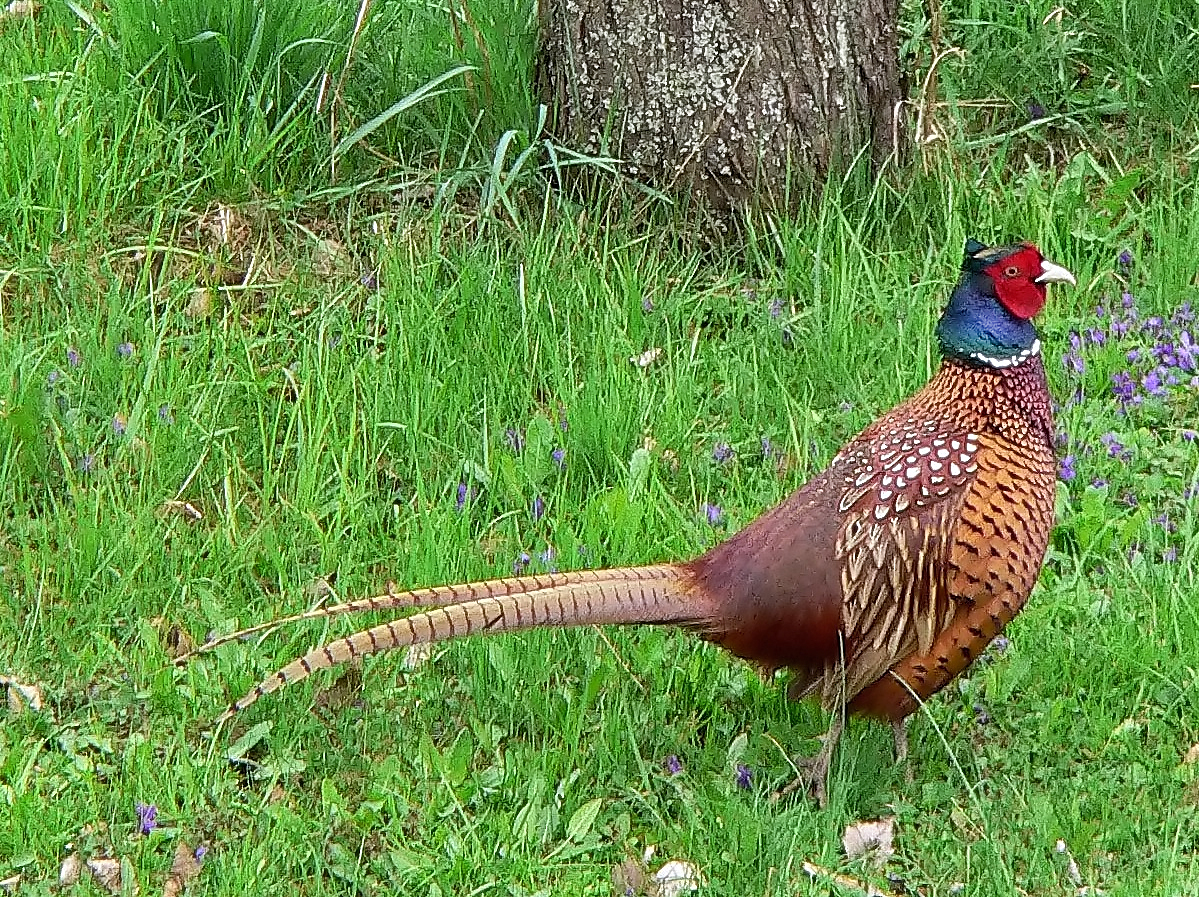
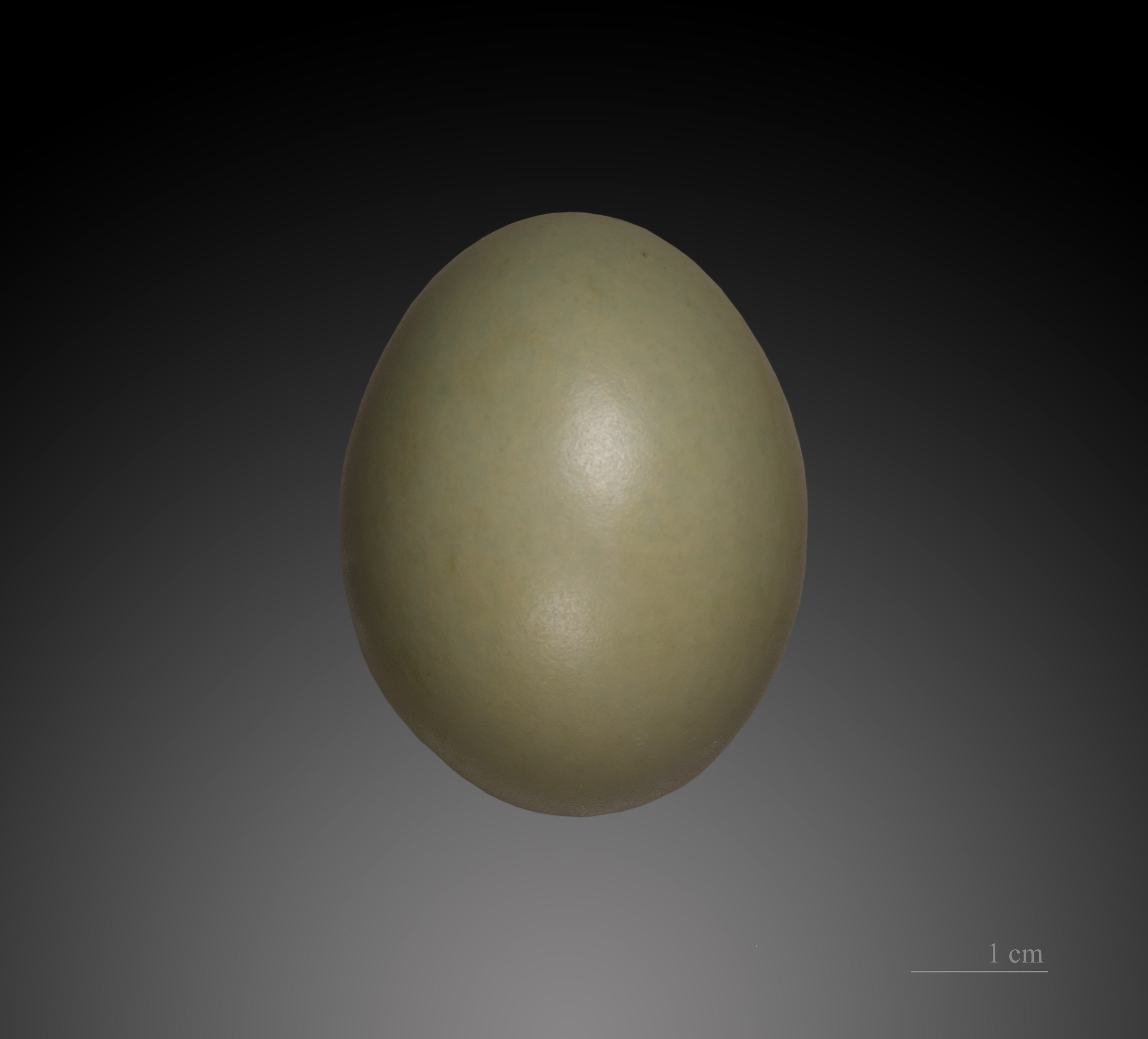

## Video
- Roepende fazantenhaan, 4m:43s